# Султан аль-Ганам
Султан аль-Ганам (араб. سلطان الغنام‎; род. 6 мая 1994, Аль-Зуфли) — саудовский футболист, защитник клуба «Ан-Наср» и сборной Саудовской Аравии.

## Карьера

### Клубная карьера
Начал карьеру в команде «Аль-Зуфли», за которую играл в течение трёх лет.
27 августа 2015 года перешёл в «Аль-Фейсали». После трёх сезонов в 12 марта 2018 года в «Аль-Фейсали», в качестве свободного агента перешёл в «Ан-Наср», подписав с командой четырёхлетний контракт.В составе «Ан-Насра» весной 2019 года стал чемпионом страны.
21 сентября 2021 года продлил с клубом контракт на три года.

### Карьера в сборной
Был включён в состав сборной Саудовской Аравии на Кубок Азии 2019 года.
Был включён в состав сборной на ЧМ-2022 На турнире сыграл во всех трёх матчах на турнире со сборными Аргентины (2:1), Польши (2:0) и с Мексикой (2:1), не выйдя в плей-офф со своей сборной.

## Достижения
«Ан-Наср»
- Чемпион Саудовской Аравии (1): 2018/19